# Iván Díaz Ruiz
Iván Díaz Ruiz (Sabadell, 10 de juliol de 1978) és un exfutbolista català, que ocupava la posició de migcampista.

## Trajectòria
Es va formar al planter del RCD Espanyol. La temporada 1999-2000 hi debuta amb el primer equip, tot jugant un encontre. A partir de l'any següent, es consolida en el primer planter barceloní, encara que com a suplent. Hi disputaria 23 partits amb l'Espanyol entre 2000 i 2002.
En busca d'oportunitats, en la temporada 2002-2003 marxa a l'Albacete Balompié, amb qui aconsegueix l'ascens a primera divisió. Hi jugaria dues campanyes amb els manxecs a la màxima categoria, on tampoc deixaria de ser suplent.
El 2005 fitxa pel CE Sabadell, on passaria una temporada abans de recalar a la UE Figueres, també de Segona B. Començaria en la temporada 2007-2008 al CD Logroñés, però al mercat d'hivern marxaria al Ciudad Lorquí. L'estiu del 2009 fitxa pel Terrassa FC.
El 2010 Díaz se n'anà al Sangonera, on hi jugà 18 partits marcant 2 gols. A l'estiu d'aquell any de nou fou transferit, aquest cop al CD Leganés, on hi jugà tan sols 7 partits. El 2011 a Suècia se n'anà a jugar amb l'Halmstads BK.
El 2012 va ser fitxat per l'Auckland City de Nova Zelanda, equip que ha participat en diverses ocasions en el Campionat del Món de Clubs de la FIFA. El sabadellenc hi jugà en un total de 5 partits.
Uns mesos després Díaz fou transferit al Futbol Club Santboià.

## Palmarès
- Lliga de Campions de l'OFC (1): 2011-12.